# Élections législatives de 1956 dans la Vienne
Les élections législatives de 1956 dans la Vienne sont des élections françaises qui ont eu lieu le 2 janvier 1956 dans le département de la Vienne dans le cadre des élections législatives françaises de 1956, sous la IVe République.
Ce sont les dernières élections législatives de la Quatrième république, après les élections de novembre 1946 et de juin 1951.

## Mode de scrutin
L'Assemblée nationale est composée de 626 sièges pourvus au scrutin proportionnel plurinominal suivant la règle de la plus forte moyenne dans le cadre départemental, sans panachage.
Le vote préférentiel est admis, en inscrivant un numéro d'ordre en face du nom d'un, de plusieurs ou de tous les candidats de la liste. Mais l'ordre ne pourra être modifié que si au moins la moitié des suffrages portés sur la liste est numérotée. Dans les faits les modifications ne dépasseront jamais les 7%.
La loi électorale du 7 mai 1951, dite loi des apparentements, reste en vigueur. Elle permet à la base une répartition des sièges à la représentation proportionnelle dans le département, mais si des listes « apparentées » avant le déroulement du scrutin obtiennent ensemble une majorité absolue de suffrages exprimés, elles reçoivent directement tous les sièges à pourvoir.
Dans le département de la Vienne, quatre députés sont à élire.

## Élus
| Député sortant    | Parti | Parti   | Député élu ou réélu | Parti | Parti   |
| ----------------- | ----- | ------- | ------------------- | ----- | ------- |
| Adrien André      |       | Rad-soc | Adrien André        |       | Rad-soc |
| Pierre Abelin     |       | MRP     | Pierre Abelin       |       | MRP     |
| Gérard de Montjou |       | RGR     | Alphonse Bouloux    |       | PCF     |
| Jean Raffarin     |       | CNIP    | Raymond Larue       |       | UFF     |

## Résultats

### Résultats à l'échelle du département
- Un apparentement de type Front Républicain est conclu entre les listes Rad-soc et SFIO.
- Un apparentement est conclu en soutien à la majorité sortante, entre les listes MRP et RGR.
- Un autre regroupe les trois listes poujadistes.

| Parti    | Parti           | Tête de liste     | Résultats | Résultats | Appar. | Appar. | Sièges |
| Parti    | Parti           | Tête de liste     | Voix      | %         | Voix   | %      | Nb.    |
| -------- | --------------- | ----------------- | --------- | --------- | ------ | ------ | ------ |
|          | PCF             | Alphonse Bouloux  | 36 867    | 22,53     | -      | -      | 1 1    |
|          | UFF             | Raymond Larue     | 30 522    | 18,65     | 20 957 | 12,81  | 1 1    |
|          | Déf. agri       | Alfred Roy        | 30 522    | 18,65     | 6 939  | 4,24   | -      |
|          | Act° civ.       | Jean Gaillard     | 30 522    | 18,65     | 2 623  | 1,60   | -      |
|          | Rad-soc         | Adrien André      | 29 645    | 18,12     | 20 610 | 12,59  | 1      |
|          | SFIO            | Henri Huyard      | 29 645    | 18,12     | 9 035  | 5,52   | -      |
|          | MRP             | Pierre Abelin     | 27 816    | 17,00     | 19 189 | 11,73  | 1      |
|          | RGR             | Gérard de Montjou | 27 816    | 17,00     | 8 627  | 5,27   | - 1    |
|          | CNIP-ARS        | Jean Raffarin     | 19 943    | 12,19     | -      | -      | - 1    |
|          | Rép. soc        | Henri Lespès      | 12 256    | 7,49      | -      | -      | -      |
|          | PRP             | Luc Levesque      | 5 245     | 3,21      | -      | -      | -      |
|          | PRRES-G. ind-JR | Georges Jamblez   | 1         | 0,00      | -      | -      | -      |
|          |                 |                   |           |           |        |        |        |
| Inscrits | Inscrits        | Inscrits          | 205 780   | 100,00    |        |        | 4      |
| Votants  | Votants         | Votants           | 169 591   | 82,41     |        |        |        |
| Exprimés | Exprimés        | Exprimés          | 163 651   | 96,50     |        |        |        |